# Wybory prezydenckie w Stanach Zjednoczonych w 1920 roku

Mapa wyborcza Stanów Zjednoczonych w 1920 roku. Liczba na mapie określa liczbę przedstawicieli stanu w Kolegium Elektorów

Wybory prezydenckie w Stanach Zjednoczonych w 1920 roku – trzydzieste czwarte wybory prezydenckie w historii Stanów Zjednoczonych. Na urząd prezydenta wybrano Warrena Hardinga, a wiceprezydentem został Calvin Coolidge.

## Kampania wyborcza
Krótko po zakończeniu I wojny światowej, w Stanach Zjednoczonych miały miejsce liczne strajki i protesty. Nastroje społeczne były negatywne ze względu na powojenną recesję gospodarczą i rosnące koszty utrzymania. Były one podsycane także przez anarchistów, którzy organizowali zamachy. Z tych powodów, Partia Republikańska starała się wyłonić konserwatywnego i dającego się sterować kandydata na prezydenta. Na konwencji, odbywającej się w dniach 8-12 czerwca 1920 w Chicago początkowo było dwóch liczących się kandydatów: Leonard Wood i Frank Lowden. Żaden z nich nie mógł zdobyć wymaganej większości, dlatego w dziesiątym głosowaniu kompromisowo nominowano Warrena Hardinga. Kandydatem na wiceprezydenta został Calvin Coolidge, który rok wcześniej stłumił strajki w Bostonie. Delegaci podzielonej Partii Demokratycznej wybrali swoim kandydatem progresywistę Jamesa Coxa, a na wiceprezydenta – Franklina Delano Roosevelta. Nominację Partii Prohibicji uzyskał Aaron Watkins, a Socjalistycznej Partii Ameryki – Eugene Debs. Farmer–Labor Party wysunęła kandydaturę Parleya Christensena. Kampania Coxa była oparta na kontynuacji polityki Woodrowa Wilsona w sprawie przynależności Stanów Zjednoczonych do Ligi Narodów. Republikanie byli w większości przeciwni Lidze, jednak sam Harding składał sprzeczne deklaracje w tej sprawie. Nie uczestniczył jednak aktywnie w kampanii, ograniczając się do czytanych wystąpień w swoim domu.

## Kandydaci

### Partia Demokratyczna

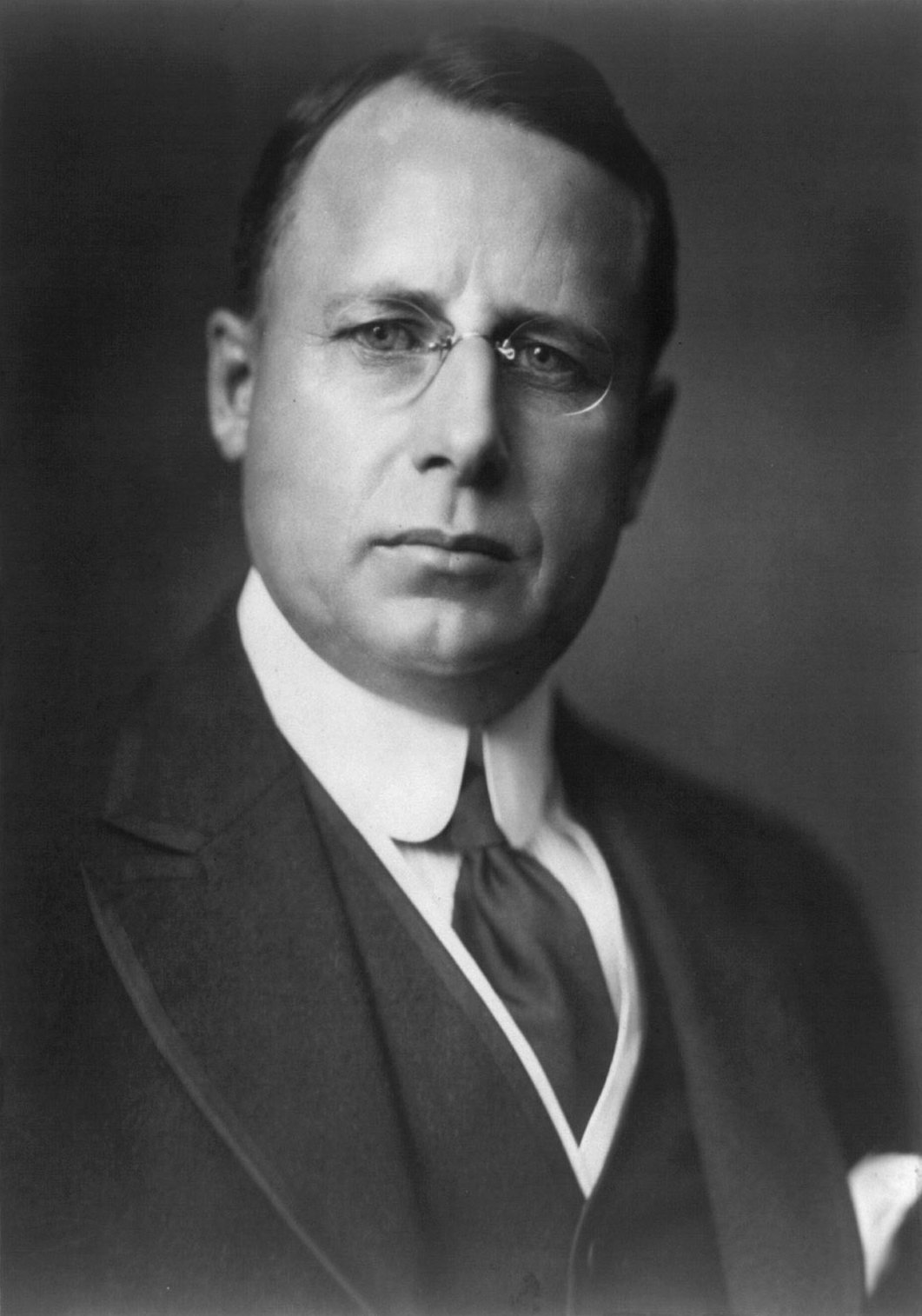
James Cox
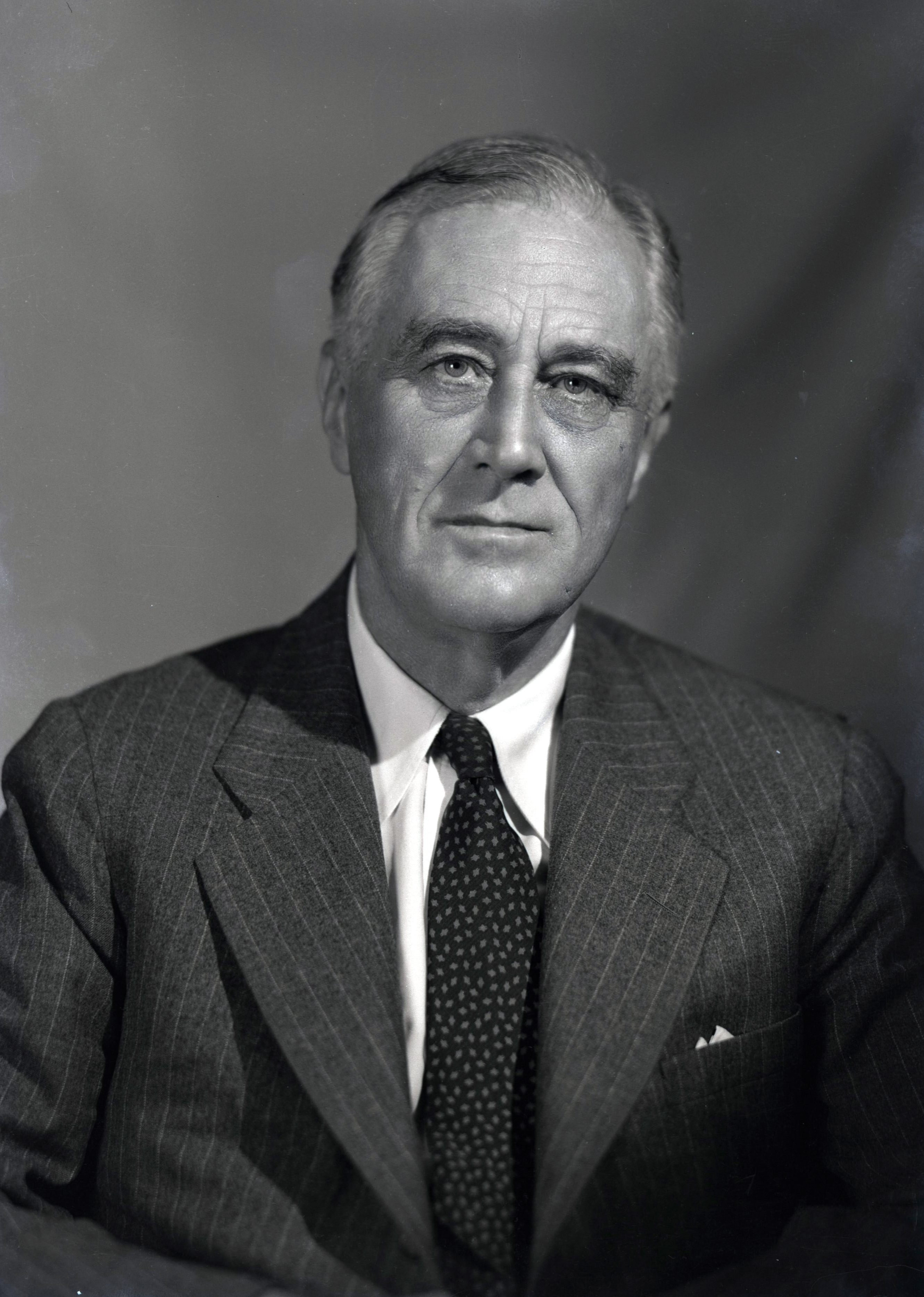
F.D. Roosevelt

### Partia Prohibicji

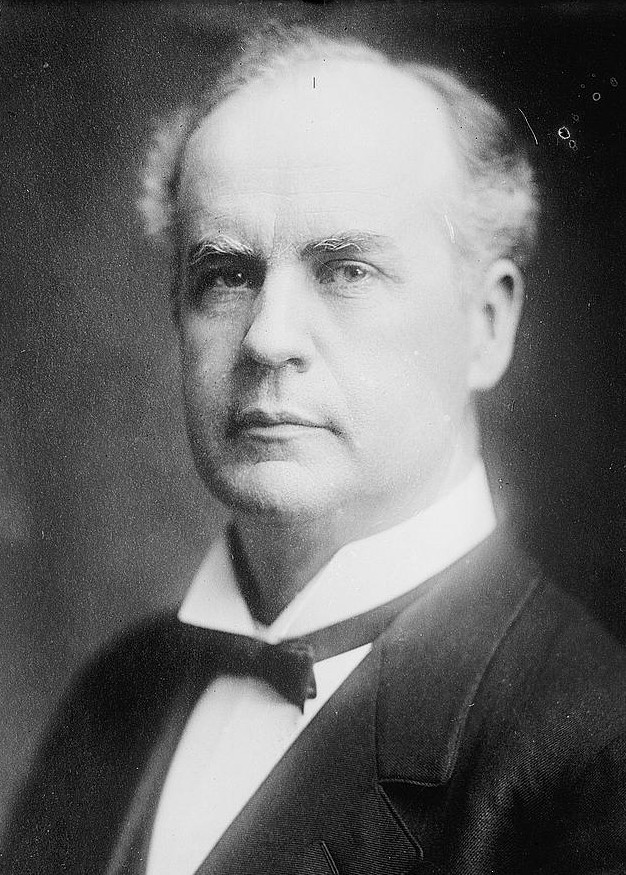
Aaron Watkins

### Partia Republikańska

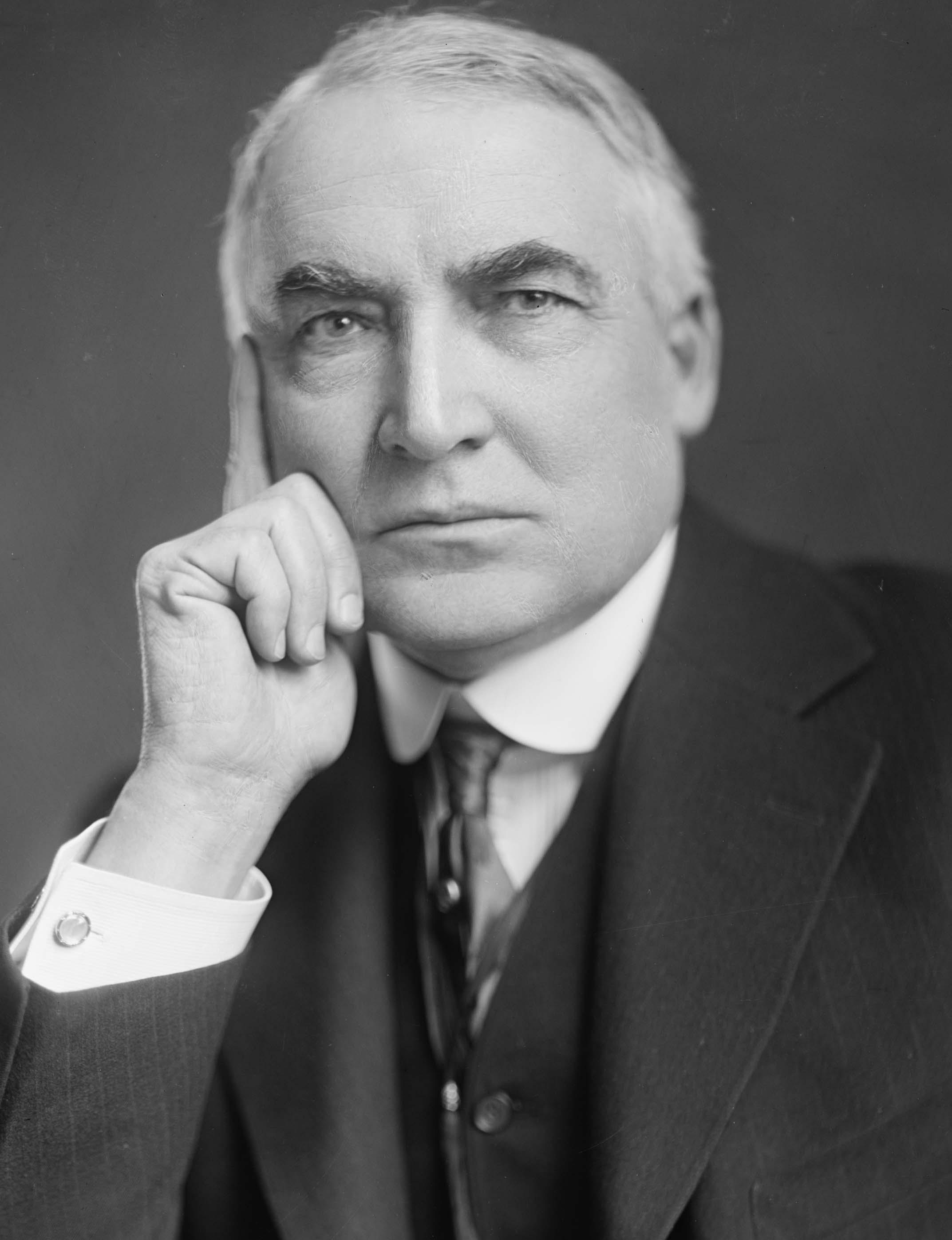
Warren Harding
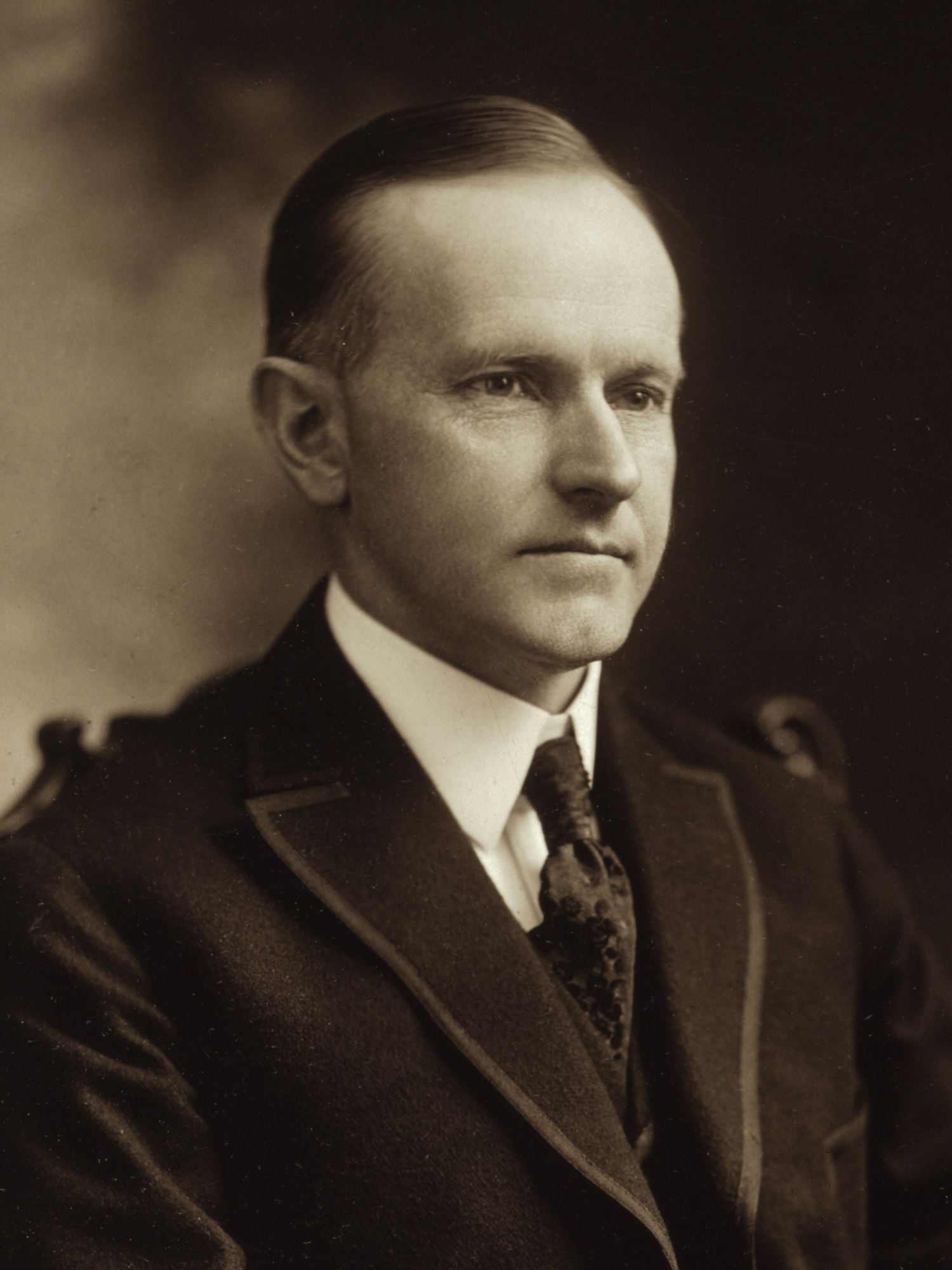
Calvin Coolidge

### Socjalistyczna Partia Ameryki

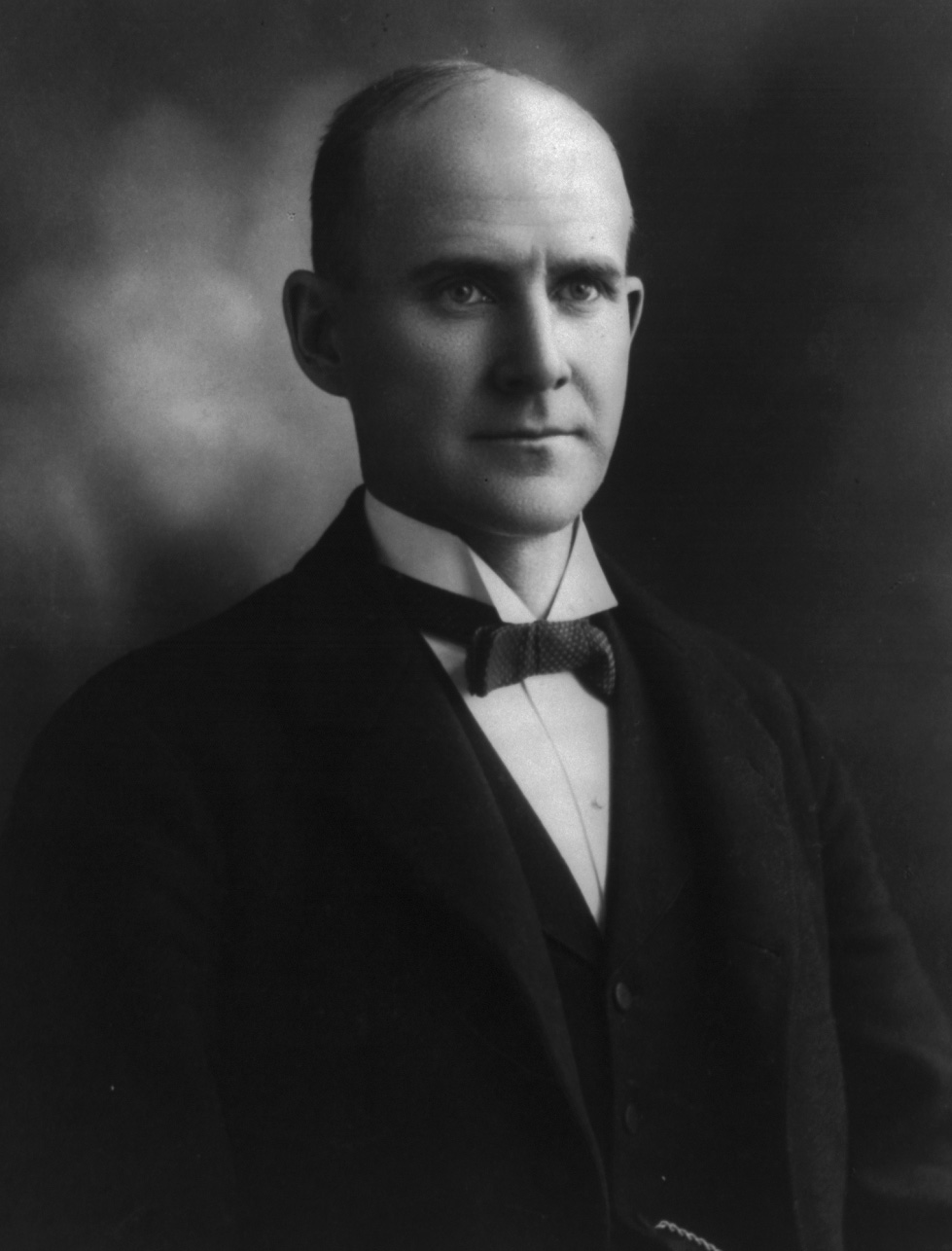
Eugene Debs

## Wyniki głosowania
Głosowanie powszechne odbyło się 2 listopada 1920. Harding uzyskał 60,3% poparcia, wobec 34,1% dla Coxa, 3,4% dla Eugene’a Debsa, 1% dla Parleya Christensena i 0,7% dla Aarona Watkinsa. Ponadto, około 110 000 głosów oddano na niezależnych elektorów, głosujących na innych kandydatów. Frekwencja wyniosła 49,2%. W głosowaniu Kolegium Elektorów Harding uzyskał 404 głosy, przy wymaganej większości 266 głosów. Na Coxa zagłosowało 127 elektorów. W głosowaniu wiceprezydenckim zwyciężył Coolidge, uzyskując 404 głosy, wobec 127 dla Roosevelta.
Warren Harding został zaprzysiężony 4 marca 1921 roku.
| Kandydat na prezydenta | Partia                        | Głosowanie powszechne | Głosowanie powszechne | Kolegium Elektorów |
| Kandydat na prezydenta | Partia                        | Głosy                 | Procent               | Kolegium Elektorów |
| ---------------------- | ----------------------------- | --------------------- | --------------------- | ------------------ |
| Warren Harding         | Republikanie                  | 16 153 115            | 60,3%                 | 404                |
| James Cox              | Partia Demokratyczna          | 9 133 092             | 34,1%                 | 127                |
| Eugene Debs            | Socjalistyczna Partia Ameryki | 919 490               | 3,4%                  | 0                  |
| Parley Christensen     | Farmer–Labor Party            | 265 411               | 1%                    | 0                  |
| Aaron Watkins          | Partia Prohibicji             | 189 339               | 0,7%                  | 0                  |
| Łącznie                | Łącznie                       | Łącznie               | Łącznie               | 531                |

| Kandydat na wiceprezydenta | Partia               | Kolegium Elektorów |
| -------------------------- | -------------------- | ------------------ |
| Calvin Coolidge            | Partia Republikańska | 404                |
| F.D. Roosevelt             | Partia Demokratyczna | 127                |
| Łącznie                    | Łącznie              | 531                |